# Ix (unidad maya)

Glifo de códice que caracteriza al ix

El ix (hix en maya clásico) es el decimocuarto día del tzolkin y simboliza al jaguar, también conocido como Ii’sh. A este día también se le asociaba al color rojo, al «rumbo este» y al dios jaguar. Ya que el jaguar puede ver en las penumbras los mayas creían que el dios jaguar y los nacidos en este día podían tener dotes de clarividencia.